# Sant Pere al Puig
Sant Pere al Puig és una església amb elements romànics i barrocs de Sora (Osona) inclosa a l'Inventari del Patrimoni Arquitectònic de Catalunya.

## Descripció
Edifici d'una sola nau (4x6 m), amb absis semicircular a llevant. La construcció és romànica del segle xii, amb carreus irregulars i morter molt ric de calç, cosa que es pot veure a simple vista. La volta de pedra que cobria la nau està ensorrada d'ençà que van treure les teules per a restaurar l'església de Sant Pere de Sora. La llinda de sobre la porta d'entrada duu la inscripció "HAEC EST DOMUS DEI 1722". Aquesta llinda dona la data de remodelació de la capella, encara avui parcialment enguixada a l'interior. Aquesta data és possiblement també la data de construcció del cos adossat que feia de sagristia.

## Història
La primera notícia històrica de la capella és del 1120. Amb funcions de sufragània tenia també cementiri que era utilitzat també per l'altre sufragània de Sant Pere de Sora Sant Pere el Bla. Segons es desprèn de les visites pastorals del bisbes vigatans, va tenir culte intermitent fins al segle xvi. Al segle xvii el culte es regularitzà amb el creixement de població. El culte quedà definitivament acabat a partir de 1936.